# Gustaf Thestrup
Jöns Gustaf Thestrup, född 12 juni 1843 i Landskrona, död 15 juni 1922 i Landskrona, var en svensk rådman och riksdagsman.
Thestrup var rådman i Landskrona stad. I riksdagen var han ledamot av andra kammaren.

### Fotnoter
1. 1 2 3 4 5 6 7 8 9  Tvåkammar-riksdagen 1867–1970, vol. 3, 1985, s. 278, Svenskt porträttarkiv: sj9PGLAlnmUAAAAAABgSKA, läst: 20 februari 2023.[källa från Wikidata]
2. 1 2 3 4 5  Svenskt porträttgalleri : VI. Häradshöfdingar, städernas styrelser samt Sveriges advokatsamfund, s. Jöns Gustaf Thestrup, läs online, läst: 20 februari 2023.[källa från Wikidata]
3. 1 2 3  Landskrona stadsförsamlings kyrkoarkiv, Död- och begravningsböcker, SE/LLA/13241/F I/12 (1918-1925), bildid: 00118778_00098, sida 95, död- och begravningsbok, s. 95, Nationell Arkivdatabas Referenskod: I/12 SE/LLA/13241/F I/12, läs onlineläs online, läst: 20 februari 2023.[källa från Wikidata]
4. ↑  Tvåkammar-riksdagen 1867–1970, vol. 3, 1985, s. 278, läst: 23 april 2024.[källa från Wikidata]
5. ↑  Sveriges Dödbok 1901–2009, DVD-ROM, Version 5.00, Sveriges Släktforskarförbund (2010).